# Ау (язык)
Язык ау — папуасский язык, член семьи вапей, вместе с другими языками образует ветвь вапей-палей, являющуюся частью филы Торричелли, на котором говорят на 2000 год около 8000 человек.

## Генеалогическая и ареальная информация

### Генеалогия
Группа Торричелли — ветвь вапей-палей — семья вапей — язык ау.

### География
Язык ау распространен в районе восточно-западного Вапей к востоку от Луми, субпровинции главного управления западной сепик провинции в северной Папуа-Новой Гвинее, точнее — вдоль гор Торричелли.

## Социолингвистическая информация
Лингвистический статус — 5, развивающийся (developing)
Общее число носителей — 8000, из которых 1600 — монолингвы, остальные владеют языком ток писин (национальный язык Папуа-Новой Гвинеи).
В языке ау насчитывается 3 диалекта: восточный, на котором говорят 2300 (1985 г.) человек, проживающих в 8 деревнях, западный, на котором говорят 600 (1985 г.) человек, проживающих в 3 деревнях, и центральный, на котором основаны главные сведения об этом языке и на котором говорят 1200 (1985 г.) человек, проживающих в 8 деревнях.

## Типологическая характеристика

### Тип выражения грамматических значений
Ау — синтетический язык, в котором также встречаются аналитические конструкции при существительных для выражения, например, посессивности (4), так как в ау существительные не флективны.
(1)k-ewen-naan
3sg, m/n-bends down-eye
he/it spys on
(2)k-etp-uwek-em
3sg, m/n-tells-to him-them
he/it tells something to him
(3) w-enep sak
3sg, f-shot pig
she shot the pig
(4)Yinen(3sg, m) haai(sg, m) (3sg, m)k-ɨrak(3sg, m)
Yinen father he-his
Yinen’s father

### Характер границ между морфемами
Ау — агглютинативный язык, однако все формы транзитивных глаголов 7 подкласса (нерегулярные) — примеры семантической фузии: из корня невозможно вычленить объектное местоимение. 1du — исключение.
k-eiyep
3sg, m/n-hit-me(1sg)
he/it hit me
k-ewep-ɨr
3sg, m/n-hit-us(1du)
he/it hit us
k-ewep
3sg, m/n-hit-us(1pl)
he/it hit us

### Базовый порядок слов
SVO
hɨre w-enep sak
she 3sg, f-shot pig(3sg, n)
she she-shot the pig

### Локус марикирования

#### В посессивной именной группе
Приводимые ниже примеры делают язык ау примером вершинного маркирования, однако со сложно устроенным аналитическим показателем (посессивными местоимениями, о которых подробнее будет говориться в особенностях языка) в посессивной ИГ.
k-e Yɨto
3sg, m/n-of Yɬto
(the knife) belonging to Yɬto
Yinen(3sg, m) haai(sg, m) (3sg, m)k-ɨrak(3sg, m)
Yinen father he-his
Yinen’s father
hɨne(3sg) (3sg)k-ɨrak(3sg, m)
knife it-his
his knife

#### В предикате
Предикатное маркирование — вершинное, глаголы являются носителем показателей значений категорий, по которым происходит согласование.
I h-ewet-ɨwek-em
I I-gave-to him-them
I gave something to him
mɨt n-au hankiu
men they-sat men’s sleeping house
the men were sitting at the men’s sleeping hous
n-aa-m mas
they-ate-them betelnut
they were chewing betelnut

### Тип ролевой кодировки
В ау ролевая кодировка аккузативная, определяется по аффиксам глагола, которые он получает от субъекта и объекта.
k-e-(p)-tɨp Sa
he-talks-(cont)-talks
he keeps on talking
hɨne k-ai k-ɨnatɨn Sp
knife it-my it-fell
my knife fell
w-enep sak А
3sg, f-shot pig
she shot the pig

## Особенности

### Фонетика и фонология
В ау 17 фонем, которые представлены: 8 согласными , 2 полугласными и 7 гласными.
Согласные:
|             | Билабиальные | апико-альвеолярные | велярные                     |
| ----------- | ------------ | ------------------ | ---------------------------- |
| взрывные    | /p/          | /t/                | /k/                          |
| фрикативные |              | /s/                | /g/ (voiced velar fricative) |
| носовые     | /m/          | /n/                |                              |
| дрожащий    |              | /r/                |                              |

Полугласные: /w/, /y/
Гласные:
Все гласные в ау — закрытые. Открытые слоги и подобная вариативность гласных фонем не свойственны большинству языков группы сепик.
|                | передний | средний ряд                    | задний(огубл) |
| -------------- | -------- | ------------------------------ | ------------- |
| верхний подъём | /i/      |                                | /u/           |
| средний подъём | /ɨ/      | /ᴧ/ обозначается /e/           | /o/           |
| нижний подъём  |          | /a/, /aa/ (удлиненная гласная) |               |

Гласная /aa/ проявляется двумя способами. В центральном диалекте удлиненная гласная разрывается гортанной смычкой /aˀa/, однако в фонологическом анализе эта фонема была утверждена как единая силлабическая единица.
В восточном диалекте этот феномен отсутствует.

### Глаголы
Наибольшего внимание в ау как честь речи заслуживает глагол из-за своей необычной флективности. Внутри глагольной основы множество классов, различающихся на основании флективных аффиксов, изменений и новых образований в корне. Классы глаголов бывают: транзитивные (7 подклассов, различающихся по тому, как в них сочетаются аффиксы и по наличию субъектных и объектных маркеров как обязательных в корне глагола), нетранзитивные (подклассы регулярных глаголов (основа не меняется) и нерегулярных (меняется)), дитранзитивные и стативные. Аффиксы, которые входят в состав глагольной формы, включают в себя маркеры по подлежащему, маркеры аспекта и времени, объектные маркеры, маркеры множественности и реципрока.
Перед тем как определить глагол в класс, следует прокомментировать, как образуются глаголы, поскольку некоторые из них, относящиеся к вышеуказанным классам, не следуют обычным аффиксациям и должны быть объяснены деривацией слов.
Деривация
Глаголы могут формироваться в языке ау с помощью объединения двух словоформ: существительное-глагол, глагол-существительное или глагол-глагол.
Существительное-глагол
Такое согласование применимо только к существительным, которые обозначают части тела. Глаголы согласуются с ними по лицу, числу и падежу и описывают состояние этих существительных.
han — k-aa
heart — it-dies
forgets
Глагол-существительное 
В этом случае глагол выступает в главной позиции, а существительное (также только части тела) ведет себя как квалификатор действия. Поскольку большинство существительных не словоизменяются, между ними и глаголом согласования нет. Однако глаголы получают аффиксы и флексируются по лицу, числу и падежу субъекта в конструкции, где появляются как предикат.
k-eket — han
he-digs out — heart
he remembers
Глагол-глагол 
Это согласование отличается от двух других. Обе словоформы словоизменяются (до этого флексировалась только одна) по лицу, числу и падежу в их контексте, будучи предикатом.
k-atɨp — k-ises
he-talks — he-follows
he gossips
Словоизменение
Словоизменительная аффиксация — один из главных опорных пунктов, по которым глаголы распределяются по классам. Хотя некоторые глаголы имеют субъектные и объектные маркеры как часть их конструкции, имеются и другие, которые могут (опционально) вставить объектные маркеры перед последним слогом слова. Существуют ограничения совместного употребления, которые появляются с некоторыми из этих классов и будут описаны в разделе «транзитивные глаголы».
Интересно, что все глаголы и существительные, не имеющие грамматических маркеров, всегда начинаются с гласной и полугласной/согласной соответственно.
Изменяющая аффиксация глаголов
3 типа: префиксы, инфиксы, суффиксы.
Префиксы — субъектные маркеры, отвечающие за систему перекрестных согласований, при которых передают слову лицо, род и число(ед, двойств, мн).
k-ɨr
he-sees
he sees
Инфиксы отвечают за две вещи:
1.время/аспект
маркер /р/ опционально появляется после первой гласной глагола.
k-atɨ-p
he-talks
he talks
k-e-(p)-tɨp
he-talks-(cont)-talks
he talks he keeps on talking
2. Маркировка объекта в пределах основы глагола. Эти маркеры могут встречаться перед последним слогом лишь некоторых транзитивных глаголов. К тому же они имеют место лишь тогда, когда объект глагола в конструкции уровня клаузы связанной формы.
Суффиксы
4 типа(расположены в том порядке, в котором они присоединялись бы к глаголу):
-Результативный
Эти суффиксы уточняют основное семантическое значение глагола; образуется дупликацией последнего согласного глагола и добавлением гласного для сохранения гармонии гласных. Если гласная перед конечным согласным /high+/, то в суффиксе будет /-ɨ/, если /high-/ -> /-е/.
k-eniuwes
he-laughs
he laughs
k-eniuwes-ɨs
he-laughs-pl
he laughs and laughs
-Бенефактивный
Эти суффиксы встречаются только у дитранзитивных глаголов.
|            | Singular | Dual    | Plural   |
| ---------- | -------- | ------- | -------- |
| 1st person | -o/-au   | -awɨr   | -ai/-aiu |
| 2nd person | -ut/-it  | -i      | -i       |
| 3rd m      | -uwek    | -uwekɨt | -or/-ɨr  |
| 3rd f      | -uwe     | -or/-ɨr | -or/-ɨr  |
| 3rd n      | -uwek    | -ɨrem   | -ɨrem    |

-Объектный
эти суффиксы следуют за бенефактивными, когда согласуют один и тот же дитранзитивный глагол.
|            | Singular          | Dual                 | Plural   |
| ---------- | ----------------- | -------------------- | -------- |
| 1st person | -a/-aa            | -awɨr                | -ai/-aiu |
| 2nd person | -it               | -i                   | -i       |
| 3rd m      | -ek/-ik/-ɨk/-aak  | -et/-es/-ikɨt/-aakɨt | -i       |
| 3rd f      | -ep/-ip/-ie/-aa   | -i                   | -i       |
| 3rd n      | - ek/-ik/-ɨk/-aak | -em                  | -em      |

-Суффикс реципрока
стоит на конце глагола транзитивного, нетранзитивного, дитранзитивного классов. Изначальный суффикс /-an/, но, если на конце глагола гласная, /back+/ -> /-wan/, если/ central+/ -> /-han/.
n-atip-an
they-talk-recip
they talk together
n-ene-han
they-scold-recip
they argue
Классы глаголов
Отдельно стоит упомянуть только транзитивные и нетранзитивные.
Транзитивные:
а) объектное согласование с такими глаголами бывает суффиксальное — объект выражен местоимением, аналитическое — объект выражен существительным.
b) c этими глаголами согласовываться может только объект-существительное(то есть только аналитическое согласование).
с) у этой подгруппы глаголов разрывная корневая морфема, а в инфиксе маркируются лицо, число и род подлежащего (хотя обычно в этой позиции выражается объект)
w-tn-(w)-attn weise
she-hunts-(she)-hunts grasshoppers
she hunts for grasshoppers
d) у этих глаголов объект является частью корня глагола и может быть только 3 лица, ед, дв и мн ч.
k-ere-k-ir
it/he-cuts-it-cuts
he cuts it
e) глаголы этой подгруппы могут выражать на себе бенефактивные местоимения в инфиксе и местоимения прямого дополнения в суффиксе.
k-it-uwek-hi-em
it/he-asks-him-asks-of them
he asks him about them
f) эта подгруппа состоит из производных глаголов
han tewen-en fkan k-fre
heart bends-pl son it-hers
she mourns for her son
g) подгруппа нерегулярных глаголов; их корень меняется в каждом лице, потому что объектное местоимение полностью интегрированно в глагол и не может быть вычленено.
|            | Singular | Dual      | Plural |
| ---------- | -------- | --------- | ------ |
| 1st person | k-eiyep  | k-ewep-ɨr | k-ewep |
| 2nd person | k-itep   | k-iyep    | k-iyep |
| 3rd m      | k-akɨp   | k-aksɨp   | k-anɨp |
| 3rd f      | k-aaup   | k-anɨp    | k-anɨp |
| 3rd n      | k-akɨp   | k-amɨp    | k-amɨp |

Нетранзитивные
а) регулярные: когда в корне этих глаголов появляется аффикс времени/аспекта будущего времени, они никак не изменяются.
b) нерегулярные: их корень видоизменяется при соединении с ним аффикса будущего времени.
k-en (basic stem: -en)
it/he-goes
he goes
k-ak-no (altered stem : -ano)
it/he-will-go
he will go

### Не глаголы
В ау части речи, не являющиеся глаголами, практически не изменяются.
Существительные:
1.общие, личные существительные изменяются по числу, но некоторые из них не имеют согласованной картины изменяющихся окончаний:
mɨtɨk(man) mɨt(man) mɨtɨkɨt(men).
2. родственные личные существительные. В этом классе /rer/ — единственная форма суффикса, указывающая на мн ч.:
maam-rer n-aiu
ancestor-pl they-ours
our ancestors
3. локативные существительные изменяются по лицу:
k-ɨnɨk wɨnak
it/he-under hous
under the house
4. числительные изменяются по роду и числу, но выражаются всегда 3 м лицом:
k-iutɨp
he/it one
one
wiketer-i
two-dl.fem
two
Прилагательные
Играют роль модификаторов в конструкциях уровня фразы и согласуются с существительным по роду и числу в суффиксе:
paap noki-k
stick long-it
long stick
Вопросительные слова:
who, what, why, when and how.
k-eimfn
he-who
who?
Местоимения
4 подкласса:
Личные
Возвратные
Указательные
Посессивные
3 грамматических категории: род (f, m, n), число (sg, du, pl), лицо(1st,2nd,3rd)
Отношения в структуре фраз и клауз зависят именно от местоимений. Свободные чаще всего появляются на месте существительных, даже маркируют локативы и инструменты, что крайне необычно для языков вне филума торричелли, но в отличие от существительных не могут управлять прилагательными.
Местоименная система также уникальна тем, что включает в себя не только гендерную систему мужского и женского родов, но и отдельную категорию среднего рода.
Отдельного внимания заслуживают посессивные местоимения, поскольку они отражают на себе как объект обладания (1я часть местоимения), так и лицо обладателя (2я часть местоимения) .
t — ɨrakɨt
m, du-3rd, m, du
Деривация
Большинство не глаголов в ау нефликтивные свободной формы, являющие собой самостоятельные единицы, однако, существуют и такие, что могут быть образованы вследствие соединения:
Повтор корня
Прилагательные: yain-yain ленивый
Наречия: main-main медленно
Существительные: ker-ker шум (от ударов)
Глаголы: han-han желание
Существительное-прилагательное
Существительные, как и при глаголе, могут использоваться лишь те, что обозначают части тела
yɨnk-sisi
skin hot
fever
Эти новые слова описывают состояние или обстоятельства
Существительное-существительное
а) Уточняющее соединение. Такая конструкция состоит из главного существительного, которое играет роль спецификатора и после которого идут существительные, означающие особое имя или отношение.
mani Opan (река Опан)
b) Соединение для выражения множественного числа существительного.
wit — wit
village — village
everywhere; in all villages

### Средства связи
В ау особые связующие устройства, отличающие его от других языков Папуа — Новой Гвинеи, особенно неавстронезийских. В этом языке нет медиальных глаголов, которые связывают предложения в большее целое, но есть папуасский феномен, известный как рекапитуляция — тип связывания предложений без высшего звена. Последний глагол клаузы повторяется в начале следующего предложения.
nɨpaae-in mɨt n-au hankiu n-owepnak.
before-there men they-sat men’s sleeping house they-conversed.
n-owepnak n-aa-m mas mɨtɨk ha-k k-ɨr menmen k-ɨsawɨn k-ɨnɨk yeno
they-conversed they-ate-them betelnut man a-he he-saw something it-hides it-underneath bed.
Составляющие уровня клаузы, отличные от глагола, также могут подвергаться повторению. Часто рекапитуляционная связь может внести новую информацию, которая усиливает ту, что была в предыдущей клаузе.